# Ekwiwalent (leksykografia)
Ekwiwalent – w słownikach dwujęzycznych: wyraz/wyrażenie języka docelowego, które uchodzi za równoznaczne z wyrazem hasłowym.
Ekwiwalenty jako elementy mikrostruktury to zwykle przybliżone (rzadziej: dokładne) odpowiedniki  semantyczne wyrazu hasłowego (ekwiwalencja częściowa). Nie są one gotowymi elementami przeznaczonymi do bezpośredniego użycia przy tłumaczeniu tekstów, ale bardziej punktem wyjścia dla znalezienia konkretnych odpowiedników w danym tekście. Z podanych w słowniku ekwiwalentów tłumacz w procesie tłumaczenia tekstu dokonuje  – zależnie od kontekstu – wyboru.  Z tego powodu – jak uważają niektórzy autorzy – słownik dwujęzyczny powinien proponować dla danego wyrazu hasłowego więcej niż jeden ekwiwalent.
Ekwiwalentami nazywane są również odpowiedniki rodzime dla wyrazów obcych w słownikach zniemczających lub słownikach spolszczających.